# Campeonato Sul-Americano de Voleibol Feminino de 1999
O 23º Campeonato Sul-Americano de Voleibol Feminino foi realizado no ano de 1999 em Valencia, Venezuela.

## Tabela Final
| Posição | Equipe    |
| ------- | --------- |
|         | Brasil    |
|         | Argentina |
|         | Peru      |
| 4       | Venezuela |
| 5       | Uruguai   |
| 6       | Paraguai  |
| 7       | Chile     |

## Premiação
| Campeonato Sul-Americano de Voleibol Feminino de 1999 |
| border.                                               |
| ----------------------------------------------------- |
| Brasil (11º título)                                   |